# Грасіела Алваріш Перейра де Мелу
Грасіела Алваріш Перейра де Мелу (порт. Graziela Álvares Pereira de Melo), (нар. 20 грудня 1929 — пом. 25 липня 1998) — португальська аристократка, донька маркіза де Кадаваля Антоніо Каетано та італійської графині Ольги Ніколіз ді Робілянт, дружина графа Карла Шенборна-Візентайда.

## Біографія
Грасіела  народилась 20 грудня 1929 року у По. Вона була другою дитиною та другою донькою в родині  маркіза де Кадаваля Антоніу Каетану та його дружини Ольги Ніколіз ді Робілянт. Дівчинка мала старшу сестру Ольгу.
Перед народженням Грасіели родина оселилася в Португалії у Кінта да Пьєдад в муніципалітеті Віла-Франка-де-Шіра.
Батько помер, коли Грасіелі було дев'ять років. Матір більше заміж не виходила. Закохана в музику, подальше життя вона присвятила розвитку музичної культури в Португалії, також покровительствувала молодим талантам.
Старша сестра пішла з життя у молодому віці у вересні 1951-го.
У віці 23 років Грасіела взяла шлюб із 36-річним графом Фрідріхом Карлом Шенборном-Візентайдом. Весілля відбулося у Сінтрі 21 квітня 1953 року. Релігійна церемонія пройшла 14 червня 1953 в Муже. У подружжя народилося четверо дітейː
- Філіп Ервен  (нар.1954) — граф Шенборн-Візентайд, відмовився від своїх прав у 2004, одружений із Беатрісою де Кастеллане;
- Тереза Елеонора  (нар.1955);
- Марія Йоганна Габріела (нар.1958) — дружина графа Йоганна-Фрідріха цу Кастель-Рюденхаузенського, має четверо дітей;
- Пауль Антон (нар.1962) — граф Шенборн-Візентайд, одружений з графинею Доміаною Лователлі, мають шестеро дітей.

Графиня пішла з життя 25 липня 1998 року. Чоловік пережив її на два місяці.

## Генеалогія
| Хайме Каетано Алваріш Перейра де Мелу | Хайме Каетано Алваріш Перейра де Мелу | Хайме Каетано Алваріш Перейра де Мелу | Хайме Каетано Алваріш Перейра де Мелу | Хайме Каетано Алваріш Перейра де Мелу     | Хайме Каетано Алваріш Перейра де Мелу     |                                           |                                           | Марія де Пьєдад Алваріш Перейра де Мелу   | Марія де Пьєдад Алваріш Перейра де Мелу   | Марія де Пьєдад Алваріш Перейра де Мелу | Марія де Пьєдад Алваріш Перейра де Мелу | Марія де Пьєдад Алваріш Перейра де Мелу  | Марія де Пьєдад Алваріш Перейра де Мелу  |                                          |                                          | Камілло Зілері даль Верме деллі Обіці    | Камілло Зілері даль Верме деллі Обіці    | Камілло Зілері даль Верме деллі Обіці | Камілло Зілері даль Верме деллі Обіці | Камілло Зілері даль Верме деллі Обіці        | Камілло Зілері даль Верме деллі Обіці        |                                              |                                              | Клементина Лукезі-Паллі                      | Клементина Лукезі-Паллі                      | Клементина Лукезі-Паллі | Клементина Лукезі-Паллі | Клементина Лукезі-Паллі | Клементина Лукезі-Паллі |  |  | Карло Феліче Ніколіз ді Робілянт і Черальйо | Карло Феліче Ніколіз ді Робілянт і Черальйо | Карло Феліче Ніколіз ді Робілянт і Черальйо | Карло Феліче Ніколіз ді Робілянт і Черальйо | Карло Феліче Ніколіз ді Робілянт і Черальйо | Карло Феліче Ніколіз ді Робілянт і Черальйо |                                        |                                        | Едме Кларі та Альдрінген               | Едме Кларі та Альдрінген               | Едме Кларі та Альдрінген | Едме Кларі та Альдрінген | Едме Кларі та Альдрінген  | Едме Кларі та Альдрінген  |                           |                           | Андреа Моченіго           | Андреа Моченіго           | Андреа Моченіго | Андреа Моченіго | Андреа Моченіго    | Андреа Моченіго    |                    |                    | Ольга цу Віндіш-Грец | Ольга цу Віндіш-Грец | Ольга цу Віндіш-Грец | Ольга цу Віндіш-Грец | Ольга цу Віндіш-Грец | Ольга цу Віндіш-Грец |  |  |
| Хайме Каетано Алваріш Перейра де Мелу | Хайме Каетано Алваріш Перейра де Мелу | Хайме Каетано Алваріш Перейра де Мелу | Хайме Каетано Алваріш Перейра де Мелу | Хайме Каетано Алваріш Перейра де Мелу     | Хайме Каетано Алваріш Перейра де Мелу     |                                           |                                           | Марія де Пьєдад Алваріш Перейра де Мелу   | Марія де Пьєдад Алваріш Перейра де Мелу   | Марія де Пьєдад Алваріш Перейра де Мелу | Марія де Пьєдад Алваріш Перейра де Мелу | Марія де Пьєдад Алваріш Перейра де Мелу  | Марія де Пьєдад Алваріш Перейра де Мелу  |                                          |                                          | Камілло Зілері даль Верме деллі Обіці    | Камілло Зілері даль Верме деллі Обіці    | Камілло Зілері даль Верме деллі Обіці | Камілло Зілері даль Верме деллі Обіці | Камілло Зілері даль Верме деллі Обіці        | Камілло Зілері даль Верме деллі Обіці        |                                              |                                              | Клементина Лукезі-Паллі                      | Клементина Лукезі-Паллі                      | Клементина Лукезі-Паллі | Клементина Лукезі-Паллі | Клементина Лукезі-Паллі | Клементина Лукезі-Паллі |  |  | Карло Феліче Ніколіз ді Робілянт і Черальйо | Карло Феліче Ніколіз ді Робілянт і Черальйо | Карло Феліче Ніколіз ді Робілянт і Черальйо | Карло Феліче Ніколіз ді Робілянт і Черальйо | Карло Феліче Ніколіз ді Робілянт і Черальйо | Карло Феліче Ніколіз ді Робілянт і Черальйо |                                        |                                        | Едме Кларі та Альдрінген               | Едме Кларі та Альдрінген               | Едме Кларі та Альдрінген | Едме Кларі та Альдрінген | Едме Кларі та Альдрінген  | Едме Кларі та Альдрінген  |                           |                           | Андреа Моченіго           | Андреа Моченіго           | Андреа Моченіго | Андреа Моченіго | Андреа Моченіго    | Андреа Моченіго    |                    |                    | Ольга цу Віндіш-Грец | Ольга цу Віндіш-Грец | Ольга цу Віндіш-Грец | Ольга цу Віндіш-Грец | Ольга цу Віндіш-Грец | Ольга цу Віндіш-Грец |  |  |
|                                       |                                       |                                       |                                       |                                           |                                           |                                           |                                           |                                           |                                           |                                         |                                         |                                          |                                          |                                          |                                          |                                          |                                          |                                       |                                       |                                              |                                              |                                              |                                              |                                              |                                              |                         |                         |                         |                         |  |  |                                             |                                             |                                             |                                             |                                             |                                             |                                        |                                        |                                        |                                        |                          |                          |                           |                           |                           |                           |                           |                           |                 |                 |                    |                    |                    |                    |                      |                      |                      |                      |                      |                      |  |  |
|                                       |                                       |                                       |                                       | Хайме II Каетано Альваріш Перейра де Мелу | Хайме II Каетано Альваріш Перейра де Мелу | Хайме II Каетано Альваріш Перейра де Мелу | Хайме II Каетано Альваріш Перейра де Мелу | Хайме II Каетано Альваріш Перейра де Мелу | Хайме II Каетано Альваріш Перейра де Мелу |                                         |                                         |                                          |                                          |                                          |                                          |                                          |                                          |                                       |                                       | Марія Ґрасіела Зілері даль Верме деллі Обіці | Марія Ґрасіела Зілері даль Верме деллі Обіці | Марія Ґрасіела Зілері даль Верме деллі Обіці | Марія Ґрасіела Зілері даль Верме деллі Обіці | Марія Ґрасіела Зілері даль Верме деллі Обіці | Марія Ґрасіела Зілері даль Верме деллі Обіці |                         |                         |                         |                         |  |  |                                             |                                             |                                             |                                             | Едмонто Ніколіз ді Робілянт і Черальйо      | Едмонто Ніколіз ді Робілянт і Черальйо      | Едмонто Ніколіз ді Робілянт і Черальйо | Едмонто Ніколіз ді Робілянт і Черальйо | Едмонто Ніколіз ді Робілянт і Черальйо | Едмонто Ніколіз ді Робілянт і Черальйо |                          |                          |                           |                           |                           |                           |                           |                           |                 |                 | Валентина Моченіго | Валентина Моченіго | Валентина Моченіго | Валентина Моченіго | Валентина Моченіго   | Валентина Моченіго   |                      |                      |                      |                      |  |  |
|                                       |                                       |                                       |                                       | Хайме II Каетано Альваріш Перейра де Мелу | Хайме II Каетано Альваріш Перейра де Мелу | Хайме II Каетано Альваріш Перейра де Мелу | Хайме II Каетано Альваріш Перейра де Мелу | Хайме II Каетано Альваріш Перейра де Мелу | Хайме II Каетано Альваріш Перейра де Мелу |                                         |                                         |                                          |                                          |                                          |                                          |                                          |                                          |                                       |                                       | Марія Ґрасіела Зілері даль Верме деллі Обіці | Марія Ґрасіела Зілері даль Верме деллі Обіці | Марія Ґрасіела Зілері даль Верме деллі Обіці | Марія Ґрасіела Зілері даль Верме деллі Обіці | Марія Ґрасіела Зілері даль Верме деллі Обіці | Марія Ґрасіела Зілері даль Верме деллі Обіці |                         |                         |                         |                         |  |  |                                             |                                             |                                             |                                             | Едмонто Ніколіз ді Робілянт і Черальйо      | Едмонто Ніколіз ді Робілянт і Черальйо      | Едмонто Ніколіз ді Робілянт і Черальйо | Едмонто Ніколіз ді Робілянт і Черальйо | Едмонто Ніколіз ді Робілянт і Черальйо | Едмонто Ніколіз ді Робілянт і Черальйо |                          |                          |                           |                           |                           |                           |                           |                           |                 |                 | Валентина Моченіго | Валентина Моченіго | Валентина Моченіго | Валентина Моченіго | Валентина Моченіго   | Валентина Моченіго   |                      |                      |                      |                      |  |  |
|                                       |                                       |                                       |                                       |                                           |                                           |                                           |                                           |                                           |                                           |                                         |                                         |                                          |                                          |                                          |                                          |                                          |                                          |                                       |                                       |                                              |                                              |                                              |                                              |                                              |                                              |                         |                         |                         |                         |  |  |                                             |                                             |                                             |                                             |                                             |                                             |                                        |                                        |                                        |                                        |                          |                          |                           |                           |                           |                           |                           |                           |                 |                 |                    |                    |                    |                    |                      |                      |                      |                      |                      |                      |  |  |
|                                       |                                       |                                       |                                       |                                           |                                           |                                           |                                           |                                           |                                           |                                         |                                         | Антоніо Гаетано Альваріш Перейра де Мелу | Антоніо Гаетано Альваріш Перейра де Мелу | Антоніо Гаетано Альваріш Перейра де Мелу | Антоніо Гаетано Альваріш Перейра де Мелу | Антоніо Гаетано Альваріш Перейра де Мелу | Антоніо Гаетано Альваріш Перейра де Мелу |                                       |                                       |                                              |                                              |                                              |                                              |                                              |                                              |                         |                         |                         |                         |  |  |                                             |                                             |                                             |                                             |                                             |                                             |                                        |                                        |                                        |                                        |                          |                          | Ольга Ніколіз ді Робілянт | Ольга Ніколіз ді Робілянт | Ольга Ніколіз ді Робілянт | Ольга Ніколіз ді Робілянт | Ольга Ніколіз ді Робілянт | Ольга Ніколіз ді Робілянт |                 |                 |                    |                    |                    |                    |                      |                      |                      |                      |                      |                      |  |  |
|                                       |                                       |                                       |                                       |                                           |                                           |                                           |                                           |                                           |                                           |                                         |                                         | Антоніо Гаетано Альваріш Перейра де Мелу | Антоніо Гаетано Альваріш Перейра де Мелу | Антоніо Гаетано Альваріш Перейра де Мелу | Антоніо Гаетано Альваріш Перейра де Мелу | Антоніо Гаетано Альваріш Перейра де Мелу | Антоніо Гаетано Альваріш Перейра де Мелу |                                       |                                       |                                              |                                              |                                              |                                              |                                              |                                              |                         |                         |                         |                         |  |  |                                             |                                             |                                             |                                             |                                             |                                             |                                        |                                        |                                        |                                        |                          |                          | Ольга Ніколіз ді Робілянт | Ольга Ніколіз ді Робілянт | Ольга Ніколіз ді Робілянт | Ольга Ніколіз ді Робілянт | Ольга Ніколіз ді Робілянт | Ольга Ніколіз ді Робілянт |                 |                 |                    |                    |                    |                    |                      |                      |                      |                      |                      |                      |  |  |
|                                       |                                       |                                       |                                       |                                           |                                           |                                           |                                           |                                           |                                           |                                         |                                         |                                          |                                          |                                          |                                          |                                          |                                          |                                       |                                       |                                              |                                              |                                              |                                              |                                              |                                              |                         |                         |                         |                         |  |  |                                             |                                             |                                             |                                             |                                             |                                             |                                        |                                        |                                        |                                        |                          |                          |                           |                           |                           |                           |                           |                           |                 |                 |                    |                    |                    |                    |                      |                      |                      |                      |                      |                      |  |  |
|                                       |                                       |                                       |                                       |                                           |                                           |                                           |                                           |                                           |                                           |                                         |                                         |                                          |                                          |                                          |                                          |                                          |                                          |                                       |                                       |                                              |                                              |                                              |                                              |                                              |                                              |                         |                         | Грасіела                |                         |  |  |                                             |                                             |                                             |                                             |                                             |                                             |                                        |                                        |                                        |                                        |                          |                          |                           |                           |                           |                           |                           |                           |                 |                 |                    |                    |                    |                    |                      |                      |                      |                      |                      |                      |  |  |